# Benno Schulze
Benno Schulze (* 2. August 1836 in Guhrau; † 12. Oktober 1882 in Sorau) war Jurist und Mitglied des Deutschen Reichstags.

## Leben
Schulze besuchte von 1850 bis 1856 das Joachimsthalsche Gymnasium in Berlin und studierte dann bis 1859 an den Universitäten Heidelberg, Breslau und Berlin Rechtswissenschaften. Er bestand im Mai 1859 das erste, im Dezember 1864 das dritte juristische Examen und war seit 1. Januar 1869 Richter beim Kreisgericht in Guhrau. Schulze nahm an den Kriegen 1866 und 1870/71 als Landwehroffizier teil.
Von 1874 bis 1877 war er Mitglied des Deutschen Reichstags für den Wahlkreis Regierungsbezirk Breslau 1 (Guhrau-Steinau-Wohlau) und die Nationalliberale Partei.